# Spiskowa teoria dziejów
Spiskowa teoria dziejów – jedna z teorii spiskowych, według której od pewnego momentu w
dziejach świata (zazwyczaj przyjmuje się koniec XVIII wieku) większość
istotnych decyzji politycznych zapada zakulisowo, a widoczni dla ogółu
władcy i przywódcy są jedynie marionetkami (a w najlepszym razie
przedstawicielami) starających się pozostać w cieniu potężnych grup wpływu (np. magnaterii, plutokratów, masonów, Mędrców Syjonu, Iluminatów, Grupy Bilderberg, Opus Dei, służb specjalnych, biurokratów, reptilian itp.).
Wyrażenie „spiskowa teoria dziejów” bywa też używane w charakterze zwrotu retorycznego o wydźwięku pejoratywnym – mającego ukazać poglądy polityczne oponenta (niekoniecznie zgodne ze spiskową teorią dziejów w sensie ścisłym) jako oderwane od rzeczywistości i bazujące na fobiach.
Radykalne stanowisko w kwestii spiskowej teorii dziejów zajął Paweł Wieczorkiewicz.

„Historyk, który mówi krytycznie o tak zwanej spiskowej teorii dziejów, jest historykiem niepoważnym, hołdującym historii dla idiotów lub prostaczków, którzy wierzą w to, co widzą w telewizji i czytają w gazetach. Jest bowiem historia prawdziwa i historia medialna, fasadowa. Ta prawdziwa w dużej mierze toczy się za kulisami. A za nimi działają przede wszystkim tajne służby.”